# Melisma

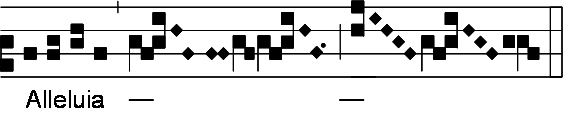
Alleluia in Vigilia Nativitatis

Melisma em música é a técnica de transformar a nota (sensação de frequência) de uma sílaba de um texto enquanto ela está a ser cantada. A música cantada neste estilo é dita melismática, ao contrário de silábica, em que cada sílaba de texto corresponde a única nota. A música das culturas antigas usavam técnicas melismáticas para atingir um estado hipnótico no ouvinte, útil para ritos místicos de iniciação (Mistérios Eleusinianos) e cultos religiosos. Esta qualidade ainda é encontrada na música contemporânea hindu e muçulmana. Na música ocidental, o termo refere-se mais comumente ao Canto gregoriano, mas pode ser usado para descrever a música de qualquer género, incluindo o canto barroco e mais tarde o gospel. Aretha Franklin, Whitney Houston e Mariah Carey são consideradas as melhores empregadoras modernas desta técnica.

## História
O Melisma apareceu pela primeira vez na forma escrita (o seu registro mais antigo data de meados do século X D.C.) em alguns géneros do Canto Gregoriano, usados em certas secções da Missa. Por exemplo, o gradual e o aleluia, em particular, eram melismáticos por característica, enquanto o trato não, e padrões melódicos repetitivos eram evitados deliberadamente no estilo. O rito bizantino também usava elementos melismáticos na sua música, que se desenvolvia em concorrência ao canto Gregoriano.
A sequência de notas do "Glória", de Edward Shippen Barnes, conhecido em inglês como o hino "Angels We Have Heard On High", contém uma das sequências mais melismáticas do reportório "popular" de música cristã — no "o" da palavra "Glória".
Atualmente o melisma é usado na música popular do Oriente Médio. O melisma também é comumente apresentado na música popular ocidental, que tem sido fortemente influenciada pelas técnicas vocais e musicais Soul e R&B, por artistas tais como: Whitney Houston, Brandy, Mariah Carey, Stevie Wonder, Mary J. Blige, TLC, Aaliyah, Beyoncé, Keyshia Cole, Jessie J, JoJo, Ariana Grande, Florence and The Machine, Sia, Bebe Rexha, MAMAMOO, SZA, Chlöe x Halle, Kiss of Life, Hyolyn, Sarah Vaughan e Melody Thornton. 
Melisma também é o nome de um sistema de computação para executar vários tipos de análises musicais, tais como métrica, agrupamento, harmonia, afinação e análise de contraponto nas representações MIDI de melodias (Temperley, 2001).